# Megorama
Megorama là một chi bọ cánh cứng thuộc họ Ptinidae.

## Các loài
Có 5 loài được ghi nhận thuộc chi Megorama:
- Megorama frontale (LeConte, 1878) i c g b
- Megorama ingens Fall, 1905 i c g b
- Megorama simplex (LeConte, 1865) i c g
- Megorama subserratum Israelson, 1974 g
- Megorama viduum Fall, 1905 i c g b

Data sources: i = ITIS, c = Catalogue of Life, g = GBIF, b = Bugguide.net